# Tachibana no Ujikimi
Tachibana no Ujikimi (橘氏公, também conhecido como Ide Udaijin, 783 - 848), foi um nobre do Período Heian da história do Japão.
Ujikimi este membro do Clã Tachibana, foi o primeiro filho de Kiyotomo e neto de Naramaro, sua irmã Kachiko se tornará esposa do Imperador Saga e mãe do futuro Imperador Nimmyo.

## Carreira
Ujikimi serviu os seguintes imperadores: Saga (810 - 823), Junna (823 - 833) e Nimmyo (833 - 848).
Ujikimi entrou na corte durante o reinado do Imperador Saga em 810 sendo nomeado para servir no Emonfu (Guarda da Fronteira), em 814 foi transferido para o Kurōdodokoro.
Em 815, sua irmã se torna Imperatriz. Em 820 Ujikimi foi nomeado Comandante do Emonfu, em 822 chefe do Kurōdodokoro e rapidamente para Comandante do Konoefu (Guarda do Palácio).
Em 823 já no governo do Imperador Junna Ujikimi foi transferido para o Gyōbushō (Ministério da Justiça) e depois para o Kunai-shō (Agência da Casa Imperial), neste mesmo ano foi nomeado Sangi. Ujikimi foi promovido a Chūnagon em 838 e em 842 após o Incidente Jowa foi promovido a Dainagon. 
Em 844 Ujikimi foi promovido a Udaijin, mas devido a doença já não tinha nenhuma influência política vindo a falecer quatro anos depois em 848.
| Precedido por Minamoto no Tokiwa    | 29º Udaijin (844 - 847)  | Sucedido por Fujiwara no Yoshifusa |
| Precedido por Fujiwara no Chikanari | 52º Dainagon (842 - 844) | Sucedido por Fujiwara no Yoshifusa |